# The Magic of Christmas (Natalie Cole)
The Magic of Christmas è il diciottesimo album in studio della cantante statunitense Natalie Cole, pubblicato il 21 settembre 1999 in collaborazione con la London Symphony Orchestra.

## Tracce
1. The Christmas Song (con Nat King Cole) – 3:45 (Mel Tormé, Robert Wells)
2. Hark! The Herald Angels Sing – 3:43 (Felix Mendelssohn, William Hayman Cummings)
3. O Tannenbaum – 3:57 (Tradizionale)
4. Sweet Little Jesus Boy – 3:43 (Robert MacGimsey)
5. Sleigh Ride – 3:31 (Leroy Anderson, Mitchell Parish)
6. My Grown-Up Christmas List – 4:11 (David Foster, Linda Thompson-Jenner)
7. The Christmas Waltz – 4:23 (Jule Styne, Sammy Cahn)
8. Mary, Did You Know? – 3:26 (Buddy Greene, Mark Lowry)
9. Carol of the Bells – 4:34 (Mykola Leontovyč, Peter Wilhousky)
10. Twelve Days of Christmas – 6:04 (Tradizionale)

## Classifiche
| Classifica (2000) | Posizione massima |
| ----------------- | ----------------- |
| Stati Uniti       | 157               |